# Werner Jorns
Werner Jorns (* 20. Mai 1909 in Kassel; † 29. Januar 1990 in Darmstadt) war ein hessischer Archäologe mit Schwerpunkt in der Urgeschichte und Leiter der archäologischen Denkmalpflege im Regierungsbezirk Darmstadt.

## Werdegang
Durch einen Unfall in frühester Jugend hatte Jorns eine schwere Behinderung, die ihn aber nicht resignieren ließ. Nach dem humanistischen Abitur in Kassel 1928 begann er zunächst kunstgeschichtliche Studien, die ihn an viele europäische Universitäten (München, London, Berlin, Prag, Wien und Marburg) brachten. Unter dem Einfluss von Johannes Boehlau und Hans Möbius wandte er sich der Ur- und Frühgeschichte zu. Bereits während des Studiums sammelte Jorns praktische Grabungserfahrung, unter anderem bei der Römisch-Germanischen Kommission unter Gerhard Bersu. 1936 wurde er an der Universität Marburg bei Gero von Merhart mit der Arbeit Die Hallstattzeit in Kurhessen promoviert. Es folgten Tätigkeiten im Oberhessischen Museum in Gießen (1936/37) und am Rheinischen Landesmuseum Trier (1937/38).
1938 wurde er Leiter der vorgeschichtlichen Abteilung am Museum für Völkerkunde in Leipzig. Schwerpunkt seiner dortigen Tätigkeit war die Bodendenkmalpflege im Regierungsbezirk Leipzig. Nebenbei versuchte Jorns, eine universitäre Laufbahn einzuschlagen. Er hielt an der Leipziger Universität Vorlesungen und Übungen in Vertretung des Ordinarius. Seine recht weit gediehenen Arbeiten zu einer Habilitation Die Entwicklung des Kartenbildes für die ur- und frühgeschichtliche Wissenschaft wurden infolge des Zweiten Weltkriegs zunichtegemacht, wie auch die Pläne zur Einrichtung einer Alteuropa-Abteilung im Leipziger Museum.
Nach kurzer Arbeitslosigkeit in der direkten Nachkriegszeit wurde Jorns 1947 als Leiter des neugegründeten Amt für Bodendenkmalpflege im Regierungsbezirk Darmstadt eingestellt. Jorns gehörte damit wie Helmut Schoppa (Wiesbaden), Hans Schönberger (Saalburg) oder Otto Uenze (Marburg) zu einer Generation hessischer Archäologen und Bodendenkmalpfleger, die sich einer beinahe unlösbaren Aufgabe gegenübersahen. Zu den als Kriegsfolge zerstörten oder ausgelagerten Beständen und geringer finanzieller und personeller Ausstattung kam in der Nachkriegszeit der Bauboom in Hessen und dem Rhein-Main-Gebiet. Seine Grabungen im Regierungsbezirk waren sehr zahlreich. So untersuchte er die Gräberfelder der Hügelgräberbronzezeit in Wixhausen bei Darmstadt (1948), Wahlen bei Alsfeld (1957) und Ziegenberg bei Friedberg (1962) sowie das urnenfelderzeitliche Gräberfeld von Bürstadt (1963). Weiterhin hat er viele römische Bodendenkmäler freigelegt, darunter das Kastell Echzell (1961/62), das Kastell Groß-Gerau (1962/63), Kleinkastell Degerfeld sowie das Kastell Butzbach (1964/65 bzw. 1953–56). Hinzu kamen Grabungen in der eisenzeitlichen Saline von Bad Nauheim (1958–1964), die von der Deutschen Forschungsgemeinschaft unterstützt wurden sowie gegen Ende seiner Tätigkeit die Ausgrabung des Zullestein an der Weschnitzmündung 1970–73.
Mit der Leitung des Darmstädter Amtes war die ehrenamtliche Leitung und der Wiederaufbau der vorgeschichtlichen Sammlungen des Hessischen Landesmuseums Darmstadt verbunden. Die Arbeiten gestalteten sich schwierig, da die Reste der Darmstädter Sammlungen nach dem Museumsbrand im September 1944 durch Feuchtigkeit weiter stark gefährdet waren. Sie mussten trotz geringer finanzieller und personeller Mittel restauriert werden. Eine Erleichterung der räumlichen Situation trat erst 1961 ein, als das Amt in den Glockenbau des Residenzschlosses Darmstadt umziehen konnte, wo es sich als Außenstelle des Landesamtes für Denkmalpflege Hessen heute noch befindet.
Neben der Denkmalpflege galt sein Interesse besonders der Museologie sowie der Wissensvermittlung. Jorns organisierte zeit seines Lebens zahlreiche Sonderausstellungen. 1964 war er Gründungsmitglied und später 1. Vorsitzender des Verein der Altertumsfreunde im Regierungsbezirk Darmstadt. Unter seinem Vorsitz wurde 1984 der Eduard-Anthes-Preis gestiftet.
1974 erhielt er die Bronzene Verdienstplakette der Stadt Darmstadt, 1990 wurde Werner Jorns mit dem Bundesverdienstkreuz am Bande geehrt.

## Schriften (Auswahl)
- Ligurien.  Verein von Altertumsfreunden Darmstadt 1986.
- Kulturgeschichtliche Zeugen – Wegweiser in die Zukunft. Kreisausschuss des Landkreises Darmstadt-Dieburg, Darmstadt 1982
- Inventar der urgeschichtlichen Geländedenkmäler und Funde des Stadt- und Landkreises Giessen. Verein von Altertumsfreunden im Reg.-Bez. Darmstadt, 1976.
- Die Burg Stein. Verein von Altertumsfreunden im Regierungsbezirk Darmstadt e. V., 1971.
- Aus der Welt der ältesten Darmstädter von der Steinzeit bis zum frühen Mittelalter. Darmstadt 1960.
- Der Felsberg im Odenwald. Bärenreiter, Kassel, 1959.
- Der Feuergott Vulkan. Stahleisen, Düsseldorf 1957
- Ziegelherstellung und Ziegelverwendung in Deutschland zur Römerzeit. Bau, Wiesbaden 1956.
- Neue Bodenurkunden aus Starkenburg. Bärenreiter, Kassel 1953.
- Roemerkastell u. -bad Wuerzberg/Odenwald. Amt für Bodendenkmalpflege im Reg. Bez. Darmstadt, 1952.
- Zur östlichen Abgrenzung der Hunsrück-Eifel-Kultur. Harrassowitz, Leipzig 1942
- Vor- und frühgeschichtliche Siedlungen in Rötha-Geschwitz. Harrassowitz, Leipzig 1942.
- Die Hallstattzeit in Kurhessen. Berlin 1936.